# Women's FA Community Shield
Women's FA Community Shield er en fodboldkamp i England. Den er et nationalt super cup, og er kvindernes version af herrernes FA Community Shield. Det er fodboldsæsonens første kamp. Kampen er mellem mestrene fra FA Women's Super League og pokalvinderne af Women's FA Cup. Hvis Super League mestrene og vinder FA Cup, så vil toerne spille kampen.
Den første community shield kamp blev spillet i 2000 og varede indtil 2008. Konkurrencen blev genoptaget i 2020.

## Liste over finaler
Ingen kamp blev afholdt i 2007 på grund af VM i fodbold for kvinder 2007. Konkurrencen blev ikke afholdt fra 2009 til den blev genoptaget i 2020, da den blev afholdt samme dag som mændenes tilsvarende kamp på Wembley Stadium og blev vist live i fjernsynet af BBC.
| &      | Titlen blev delt efter at kampen endte uafgjort.                    |
| dagger | Kampen blev afgjort med straffesparkskonkurrence efter 90 minutter. |

| År   | Vinder                    | Resultat | Toere             | Stadion                                |
| ---- | ------------------------- | -------- | ----------------- | -------------------------------------- |
| 2000 | Arsenal Charlton Athletic | 1–1&     | —                 | Craven Cottage, Fulham                 |
| 2001 | Arsenal                   | 5–2      | Doncaster Rovers  | Kingsmeadow, Kingston upon Thames      |
| 2002 | Fulham                    | 2–2      | Arsenal           | Brisbane Road, Leyton                  |
| 2003 | Fulham                    | 1–0      | Doncaster Rovers  | Field Mill, Mansfield                  |
| 2004 | Charlton Athletic         | 1–0      | Arsenal           | Broadhall Way, Stevenage               |
| 2005 | Arsenal                   | 4–0      | Charlton Athletic | National Hockey Stadium, Milton Keynes |
| 2006 | Arsenal                   | 3–0      | Everton           | Alexandra Stadium, Crewe               |
| 2008 | Arsenal                   | 1–0      | Everton           | Moss Rose, Macclesfield                |
| 2020 | Chelsea                   | 2–0      | Manchester City   | Wembley Stadium, London                |

### Resultater efter klub
| Klub              | Vinderer | Toere | År                           |
| ----------------- | -------- | ----- | ---------------------------- |
| Arsenal           | 5        | 2     | 2000, 2001, 2005, 2006, 2008 |
| Charlton Athletic | 2        | 1     | 2000, 2004                   |
| Fulham            | 2        | –     | 2002, 2003                   |
| Chelsea           | 1        | –     | 2020                         |
| Everton           | –        | 2     | –                            |
| Doncaster Rovers  | –        | 2     | –                            |
| Manchester City   | –        | 1     | –                            |